# Толедо, Гойя
Грегория Микаэла Толедо Мачин (исп. Gregoria Micaela Toledo Machín), более известная как Гойя Толедо (исп. Goya Toledo; род. 24 сентября 1969, Арресифе, Испания) — испанская актриса и модель.

## Биография
Гойя Толедо родилась в городке Арресифе на острове Лансароте (архипелаг Канарских островов) в 1969 году. В молодости она занималась в школе актёрского мастерства Кристины Рота, которую закончила в 1996 году, а чтобы платить за обучение, работала моделью. Толедо дебютировала в кино второстепенной ролью в фильме Джакомо Баттиато «Дневник насильника». В 1998 году она впервые исполнила главную роль в драме «Марария», причём её героиня, как и сама актриса, была уроженкой Лансароте, где происходит действие фильма. Толедо стала номинанткой испанской кинопремии «Гойя» как лучшая новая актриса, но уступила приз Мариете Ороско.
В 2000 году Гойя Толедо сыграла одну из главных ролей в драме «Сука любовь» — дебютном полнометражном фильме знаменитого в будущем мексиканского режиссёра Алехандро Гонсалеса Иньярриту. «Сука любовь» удостоилась множества наград и номинаций по всему миру, вошла в шорт-лист премии «Оскар» как лучший фильм на иностранном языке, а игра Толедо получила лестные отзывы и от испанской прессы, и от самого Иньярриту. На протяжении следующего десятилетия она снималась в нескольких фильмах или сериалах ежегодно, работая с испанскими или — реже — иностранными режиссёрами. В 2010 году Толедо получила специальную награду, изготовленную ювелирной компанией Carrera y Carrera, как самая элегантная и гламурная актриса на очередной церемонии вручения «Гойи».
Толедо была дважды номинирована на премию «Гойя»  лучшей актрисе второго плана (за съёмки в фильмах «Мактуб» и «Марселла», 2012 и 2015). В 2010 году получила приз за лучшую женскую роль на фестивале Primavera Cinematográfica de Lorca, разделив его с другими актрисами драмы «Планы на завтра»: Аурой Гарридо, Карме Элиас и Аной Лабордета.

## Фильмография

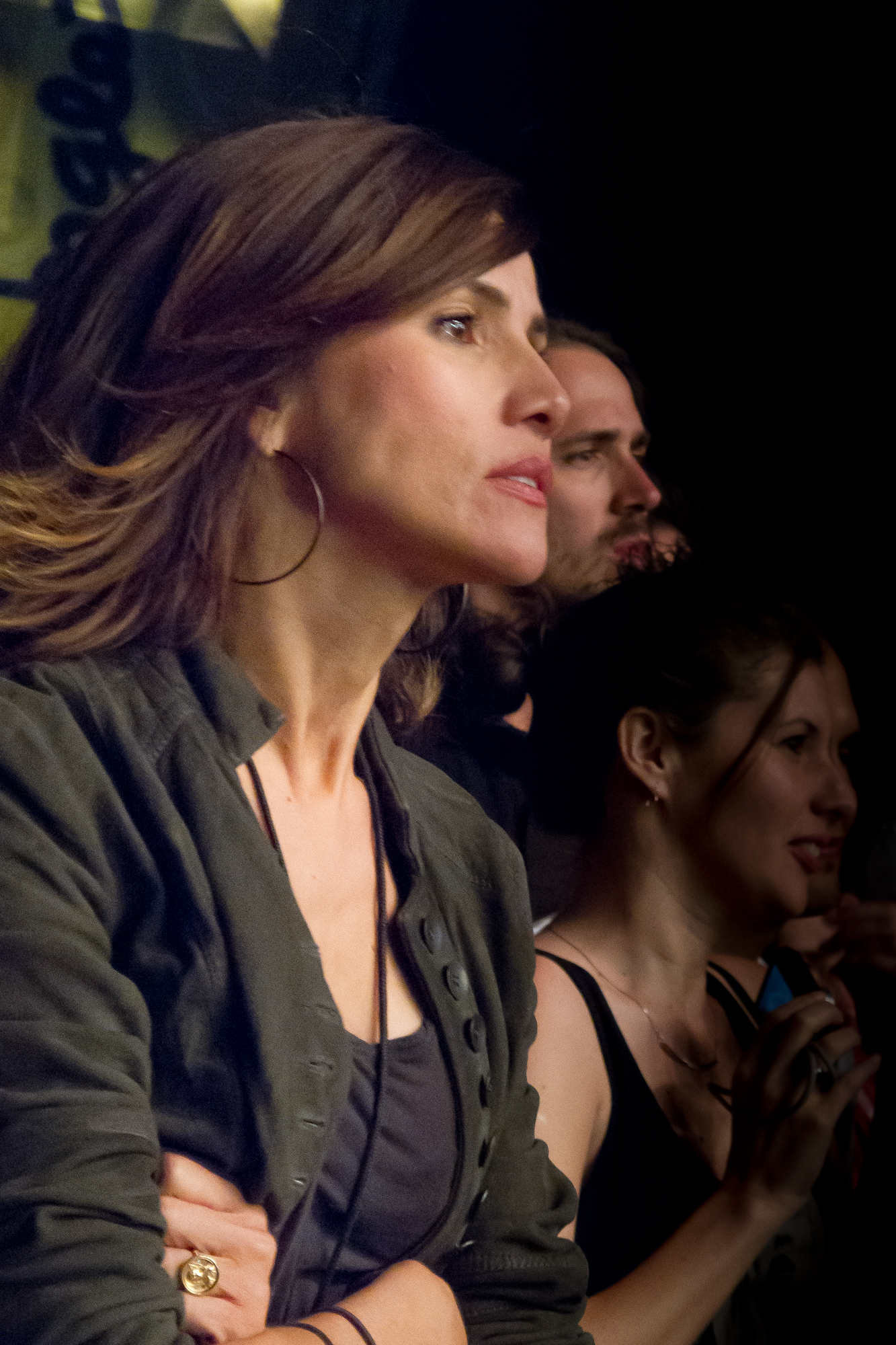
Гойя Толедо (2012)

| Кино | Кино                         | Кино                       | Кино       |
| Год  | Фильм                        | Оригинальное название      | Примечания |
| ---- | ---------------------------- | -------------------------- | ---------- |
| 1995 | Дневник насильника           | Diario de un amor violado  |            |
| 1995 | Скажите Лауре, что я ее хочу | Dile a Laura que la quiero |            |
| 1996 | За садом                     | Más allá del jardín        |            |
| 1998 | Марария                      | Mararía                    |            |
| 2000 | Сука любовь                  | Amores perros              |            |
| 2000 | Иностранка                   | Die Fremde                 |            |
| 2002 | Ячейка 507                   | La caja 507                |            |
| 2003 | Узел                         | Nudos                      |            |
| 2003 | Слова убийцы                 | Palabras encadenadas       |            |
| 2004 | Уже вчера                    | È già ieri                 |            |
| 2004 | Вне тела                     | Fuera del cuerpo           |            |
| 2005 | Танцуя ча-ча-ча              | Bailando chachacha         |            |
| 2005 | Somne                        |                            |            |
| 2007 | Последнее право              | El último justo            |            |
| 2007 | 13 роз                       | Las 13 rosas               |            |
| 2008 | Соперники                    | Rivales                    |            |
| 2008 | Обнаженные годы              | Los años desnudos          |            |
| 2008 | Сандрин под дождём           | Sandrine nella pioggia     |            |
| 2010 | Планы на завтра              | Planes para mañana         |            |
| 2010 | Люди Пако                    | Los hombres de Paco        | ТВ-сериал  |
| 2011 | Друзья                       | Amigos...                  |            |
| 2011 | Мактуб                       | Maktub                     |            |
| 2011 |                              | Mentes en shock            | ТВ-сериал  |
| 2014 | Марселла                     | Marsella                   |            |
| 2015 | Говорить                     | Hablar                     |            |
| 2015 | Незнакомец                   | El desconocido             |            |
| 2016 | Скалистый берег              | Acantilado                 |            |
| 2019 | Комната                      | La sala                    | ТВ-сериал  |
| 2022 | Крепость                     | La Fortaleza               |            |

## Награды и номинации
Полный список наград и номинаций на сайте IMDb.
| Награды и номинации | Награды и номинации | Награды и номинации          | Награды и номинации | Награды и номинации |
| Год                 | Награда             | Категория                    | Фильм               | Результат           |
| ------------------- | ------------------- | ---------------------------- | ------------------- | ------------------- |
| 1999                | Премия «Гойя»       | Лучшая новая актриса         | Марария             | Номинация           |
| 2012                | Премия «Гойя»       | Лучшая актриса второго плана | Мактуб              | Номинация           |
| 2015                | Премия «Гойя»       | Лучшая актриса второго плана | Марселла            | Номинация           |

## Личная жизнь
В конце 2000-х Гойя Толедо встречалась с французским актёром Оливье Мартинесом. На церемонии вручении премии «Гойя» в 2015 году она объявила о замужестве: избранник — американский гитарист Крейг Росс, сотрудничавший с Шерил Кроу, Эриком Клэптоном, Миком Джаггером и Ленни Кравицем. Толедо и Росс были вместе несколько лет до официального объявления о браке.
Гойя Толедо — близкая подруга актрисы Пенелопы Крус, с которой они знакомы со времён совместной учёбы в школе Кристины Рота.